# Mesosa subrupta
Mesosa subrupta är en skalbaggsart som beskrevs av Stefan von Breuning 1968. Mesosa subrupta ingår i släktet Mesosa och familjen långhorningar. Inga underarter finns listade i Catalogue of Life.